# Tullamore Town FC
Tullamore Town FC is een Ierse voetbalclub uit Tullamore, County Offaly.
De club werd in 1941 opgericht en speelt haar thuiswedstrijden in het Leah Victoria Park-stadion. In 2008 werd de club toegelaten tot het A Championship, het derde niveau in Ierland. In 2011 trok de club zich terug en ging in de Leinster Senior League spelen. 